# Bigene Sector
Bigene Sector är en sektor i Guinea-Bissau.   Den ligger i regionen Cacheu, i den västra delen av landet, 60 km norr om huvudstaden Bissau.